# Фернандо Алонсо
Фернандо Алонсо (на испански: Fernando Alonso Díaz – Фернандо Алонсо Диас) е испански пилот от Формула 1. През сезон 2024 се състезава за отбора на Астон Мартин. Най-опитният пилот в историята на Формула 1. 
Роден е на 29 юли 1981 в Овиедо, Испания. Живее в Оксфорд, Овиедо и Швейцария.
От ноември 2006 г. до декември 2011 г. е женен за Ракел Дел Росарио (вокалистка на известната испанска група El sueno de Morfeo). От 2022 г. негова приятелка е австрийската телевизионна водеща Андреа Шлагер. През април 2023 чрез пост в социалните мрежи споделя, че прекратяват връзката си.

## Кариера
За първи път сяда в картинг на 3-годишна възраст, на 7 идва и първата му победа, а на 13 и първата му титла на Испания, когато през 1988 г. започва да се състезава в картинг шампионати.
- 1989 – 1998 – състезава се в картинг, става трикратен шампион на Испания и световен шампион по картинг за 1996 г.
- 1999 г. – шампион в сериите Формула Евро Оупън – Нисан с девет пол-позишъна и 6 победи.
- 2000 г. – става 4-ти във Формула 3000.
- 2001 г. – F1, Минарди (некласирани) 0 т.
- 2002 г. – тест пилот на Рено в F1
- 2003 г. – F1, Рено (6-и в шампионата, 1 победа, 55 точки)
- 2004 г. – F1, Рено (4-ти в шампионата, 59 точки)
- 2005 г. – F1, Рено, Световен шампион в шампионата (133 точки)
- 2006 г. – F1, Рено, Световен шампион в шампионата (134 точки)
- 2007 г. – F1, Макларън (109 точки)
- 2008 г. – F1, ING Рено (5-и в шампионата, 2 победи, 61 точки) (1-ва победа на Първото нощно състезание в историята на Формула 1, Гран При на Сингапур)
- 2009 г. – F1, ING Рено (9-и в шампионата, 26 точки)
- 2010 г. – F1, Скудерия Ферари (победа в Бахрейн, Германия, Италия, Сингапур и Корея)
- 2011 г. – Скудерия Ферари (4-ти в шампионата, 1 победа – Великобритания)
- 2012 г. – Скудерия Ферари (2-ри в шампионата, 3 победи – Малайзия, Европа и Германия)
- 2018 г. – Световен шампионат за издръжливост (FIA WEC), 24 часа на Льо Ман (1-во място с Toyota Motorsport GmbH[1][2])

## Формула 1

### Минарди
През 2000 г. Алонсо става тест пилот на Минарди, докато се състезава във Формула 3000.

#### 2001
Дебютът му във Формула 1 е в Гран При на Австралия през 2001 г., където кара за екипа на Минарди, а съотборник му е ветеранът Тарсо Маркес. Следват впечатляващи прояви, през следващия сезон той обаче решава да не се състезава, а да се концентрира върху задачите си на тест пилот в Рено, какъвто става през 2002.

### Рено Ф1

#### 2003
През 2003 г. си заслужва мястото на титулярен пилот, а скоро идва и първата му победа – в Гран при на Унгария, както и едно второ и две трети места. Завършва на 6-о място в генералното класиране.

#### 2004
През сезон 2004 започва добре с 3-тото място в Австралия, но трябва да изчака до средата на сезона, за да се качи отново на подиума. Това се случва в Гран При на Франция на Маникур, където той завоюва второто място. Подиуми следват и на Хокенхаймринг, и на Хунгароринг, но на Алонсо така и не се отдава да спечели победа през 2004.

#### 2005
Следващият сезон обаче потръгва добре за младия испанец. Седемте му победи, четири втори места, три трети и едно четвърто му донасят титлата и Фернандо Алонсо става най-младия Световен шампион във Формула 1, като с това подобрява дълго задържалия се рекорд на Емерсон Фитипалди. По-късно Луис Хамилтън поставя нов рекорд за най-млад Световен шампион във Формула 1, който след това е подобрен от Себастиян Фетел. Фернандо побеждава прекия си конкурент в борбата за титлата Кими Райконен с цели 21 т. Представянето на Алонсо носи и първата конструкторска титла за отбора му – Рено, ето защо обявеното през декември 2005 г. преминаване на испанеца в Макларън Мерцедес от сезон 2007 шокира света на Формула 1.

#### 2006
През последния си сезон в отбора на Рено, Алонсо постига 6 победи в първите си 9 състезания. Той печели Гран При на Бахрейн, Австралия, Испания, Монако, Великобритания и Канада. Испанецът изглежда като сигурен шампион, но финалната атака на Михаел Шумахер и Ферари оставят борбата напрегната до финала на сезона. Следва нова победа за Алонсо в предпоследното състезание за сезона – Гран При на Япония, а на следващото състезание – Гранд При на Бразилия той става двукратен световен шампион, а отборът му Рено става шампион при конструкторите за втори път.

### Макларън

#### 2007
От началото на 2007 година Алонсо е пилот на Макларън Мерцедес на мястото на Кими Райконен, който се състезава за Ферари. На Гран При на Малайзия, второто състезание на Алонсо като пилот на МакЛарън, той печели и първата си победа за новия отбор. Втората си победа Фернандо печели в Гран При на Монако, като тръгва от полпозишън и прави най-бърза обиколка. Третата му победа идва на Гран При на Европа на пистата Нюрбургринг, където Алонсо се движи втори почти до края на състезанието, но завалява дъжд и испанецът успява да изпревари Фелипе Маса броени обиколки преди края и по този начин да си осигури победата. Четвъртата и последна за сезона победа идва на традиционно удобната за Ферари писта – Монца в Италия, където Алонсо безпроблемно спечелва и първата позиция, и победата, и отбелязва най-бърза обиколка. Испанецът завършва сезон 2007 със 109 точки, които му отреждат трето място в генералното класиране, само на 1 точка от шампиона за сезона – Кими Райконен (110 точки) и с равен брой точки с втория – съотборника му Луис Хамилтън. На 2 ноември 2007 г. Фернандо Алонсо прекратява договора си с Макларън-Мерцедес.

### Рено

#### 2008
През 2008 Алонсо се завръща в Рено, където съотборник му е Нелсиньо Пикет. През тежкия сезон 2008 на първата нощна надпревара в Сингапур Фернандо печели първата си победа за сезона след катастрофа на съотборника му Нелсиньо Пикет. След излизането на кола за сигурност той се оказва на печеливша позиция, стартирайки от 14 място. Следващото състезание за Голямата награда на Япония на пистата Фуджи, Алонсо взима полпозишън и печели състезанието. През втората половина на сезона Алонсо е пилотът с най-много спечелени точки.

#### 2009
През сезон 2009 след изгонването на Нелсиньо Пикет започва разследване на катастрофата му, довела до победата на Фернандо Алонсо в Голямата награда на Сингапур, което води до уволняването на шефа на Рено – Флавио Бриаторе и главния инженер Пад Саймъндс.

### Ферари

#### 2010
През 2010 година Фернандо Алонсо се състезава за отбора от Маранело Ферари на мястото на Кими Райконен, като негов съотборник е Фелипе Маса. Със започването на новия сезон 2010, Фернандо Алонсо печели първото състезание в Бахрейн на пистата Сахир. Втори след него е съотборникът му Фелипе Маса, спомагайки за спечелването на двойна победа.
Следват няколко незадоволителни състезания, в които се качва само 2 пъти на подиума – в Гран при на Испания и Гран при на Канада. Алонсо води в последното състезание с 11 точки пред Себастиан Фетел, но в продължение на много обиколки не успява да изпревари Виталий Петров, поради което Фетел печели първата си титла. От легендарния тим поемат цялата вина за загубата на титлата на Алонсо.

#### 2012
През 2012 г. Фернандо Алонсо продължава да кара за Ферари, борейки се отново за титлата със Себастиан Фетел, който 2011 г. необезпокоявано печели втората си поредна титла, притежавайки най-добрия болид. Битката е изключително ожесточена, като до средата на сезона Фернандо убедително води в шампионата пред Фетел. Той е единственият състезател, който няма отпадане до средата на сезона, след като Ромейн Грожан (Лотус) изважда от пистата него и Хамилтън.
2014
През 2014 г. Фернандо Алонсо обявява, че след края на сезона, ще напусне Ферари и ще премине в отбора на Макларън. Това за него, ще е втори престой след 2007 г.
Макларън
2015 – 2018
През 2015 г. Фернандо Алонсо е съотборник в Макларън с Дженсън Бътън. От този сезон, Макларън използват двигатели от Хонда и това се оказва катастрофално. Колата е бавна, има проблеми с издръжливостта.

### Алпин
2021 – 2022
След двегодишна пауза се завръща в отбора на Рено, по-известен с новото име Алпин. Не постига много добри резултати и в резулат на това подписва договор с Астон Мартин, на мястото на пенсиониращият се Себастиан Фетел. Негов съотборник през двете години е Естебан Окон.

### Астон Мартин
2023 - настоящем
През 2023 г. постига 8 подиума и с помощта на Ланс Строул, син на собственика на отбора, достигат 5-то място при констукторите. Той завършва на 4-то място в шампионата.

## Световен шампионат за издръжливост (WEC)

### Toyota
2018
През 2018 г. Алонсо дебютира в състезанията за издръжливост – със своето първо участие като член на екипа на Toyota Motorsport Gmbh. Той се състезава в един отбро с Казуки Накаджама и Себастиен Буеми и тримата отбелязват емблематична за марката първа победа в шампионата със спортен болид TS050, а на втора позиция се класира и вторият екип пилоти на Toyota – Майк Конуей, Камуи Кабаяши и Йосе Мария Лопес.

## Галерия
- Заедно с Михаел Шумахер и Хуан Пабло Монтоя на Индианаполис 2005.
- Тестове във Валенсия 2006
- Феновете на Алонсо – Бразилия 2005